# Нобуей Морісіта
Нобуей Морісіта (яп. 森下信衛; 2 лютого 1895 — 17 червня 1960) — японський військово-морський офіцер, контрадмірал Імперського флоту.

## Біографія
У 7 років пішов у престижну школу Мейве, а після її завершення вступив у Військову академію Імператорського флоту Японії — головного вищого навчального закладу з підготовки офіцерів флоту. 11 травня 1917 року закінчив академію 39-м у класі з 89 осіб.24 листопада був визначений на броненосний крейсер «Асама». 11 липня 1918 року переведений на лінійний крейсер «Хіей». З серпня 1918 по грудень 1919 року закінчив базовий курс Артилерійської школи і базовий курс Торпедної школи.
У грудні 1919 року призначений на ескадрений міноносець «Оборо» 1899 року побудови, 29 березня 1920 року — на корвет «Мусасі», в серпні 1920 року — на ескадрений міноносець Камікадзе». 1 липня 1921 року отримав призначення на ескадрений міноносець «Фудзі», 8 квітня 1922 року — на броненосний крейсер «Івате», 20 березня 1923 року — на важкий крейсер «Тікума». У грудні 1923 року вступив на поглиблені курси Торпедної Школи.
З 1 грудня 1924 року служив на ескадреному міноносці DD-5, згодом названому «Харукадзе». 1 грудня 1926 року переведений на ескадрений міноносець «Сіокадзе». У червні 1927 року Морісіта став інструктором Торпедної Школи. 30 листопада 1929 року вступив у Військово-морський коледж, який закінчив 27 листопада 1931 року.
З 1 грудня 1931 року — командир ескадреного міноносця «Юдзукі». З 1 листопада 1933 року служив в 1-й, з 15 листопада 1934 року — в 2-й флотилії. 15 листопада 1935 року повернувся до роботи інструктором у Торпедній Школі. З липня 1937 року служив в 4-й флотилії, з 1 грудня 1937 року —  в 7-му дивізіоні артилерійських кораблів.
Наприкінці 1938 року став інструктором Морського коледжу. З 15 жовтня 1940 року командував 8-м дивізіоном ескортних кораблів. 1 вересня 1941 року став капітаном легкого крейсера «Ої», на якому супроводжував флот в атаці на Перл-Харбор. З 25 квітня 1942 року — командир легкого крейсера «Сендай», з 14 червня 1943 року — лінкора «Харуна».

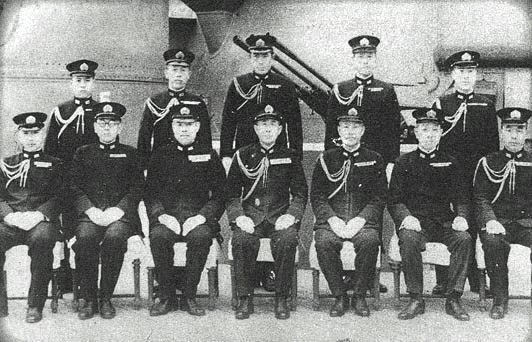
Морісіта (третій праворуч в першому ряду) з офіцерами «Ямато».

25 січня 1944 року прийняв командування лінкором «Ямато». Брав участь у битві біля Маріанських островів, у бою у морі Сибуян, у бою в затоці Лейте. 25 листопада 1944 вступив на посаду начальника штабу 2-го флоту і передав командування «Ямато» капітану Косаку Арузі.
З 1 травня 1945 року виконував обов'язки заступника начальника Об'єднаного Генерального штабу. Брав участь в операції Тен-Го, як помічник адмірала знаходився на борту «Ямато» і став одним з небагатьох, хто пережив його загибель. Через потужний вибух в носовій частині лінкора Морісіту викинуло вибуховою хвилею далеко в море. Згодом його підібрав есмінець «Юкіказе». Морісіту доправили до Військово-морського шпиталю Сасебо.
З 15 вересня 1945 року — командир Морського Корпусу на базі Куре. У зв'язку з розпуском флоту наприкінці року пішов у резервісти, до 1947 року обіймав посаду в офісі з питань демобілізації. 16 квітня 1947 року вийшов у відставку.

## Звання
- Молодший лейтенант (11 травня 1917)
- Лейтенант (1 серпня 1918)
- Старший лейтенант (1 грудня 1920)
- Капітан-лейтенант (грудень 1923)
- Капітан 3 рангу (30 листопада 1929)
- Капітан 2 рангу (15 листопада 1935)
- Капітан 1 рангу (15 листопада 1939)
- Контрадмірал (15 жовтня 1944)

## Нагороди
- Орден Священного скарбу 3-го класу

## В культурі
Образ Морісіти використаний у японських фільмах «Лінкор Ямато» (1990) та «Чоловіки Ямато» (2005).